# Пе-2
Пе-2 (в ВВС СССР — прозвище «Пешка»; по классификации НАТО: Buck) — советский пикирующий бомбардировщик времён Второй мировой войны. Основной фронтовой бомбардировщик ВВС РККА. Самый массовый бомбардировщик советского производства (всего выпущено 11430 единиц всех модификаций). В строевых частях полностью заменил собой бомбардировщики СБ.

## История
Созданный на основе опытного двухмоторного высотного истребителя «100» (ВИ-100), Пе-2 совершил первый полёт 22 декабря 1939 года на аэродроме ЛИИ в Жуковском под управлением лётчика-испытателя Стефановского П. М.,. После завершении испытаний начал выпускаться серийно в конце 1940 года.

## История создания
В середине 1938 г. силами осуждённых конструкторов и инженеров во главе с В. М. Петляковым и С. П. Королёвым в специальном КБ НКВД, СКБ-29 начата разработка высотного истребителя с большой дальностью полёта под обозначением «100». . На завершающей стадии проектирования самолёта «100» военные специалисты всё больше внимания стали уделять возможности его использования в качестве пикирующего бомбардировщика, потребность в котором в то время ощущалась всё более остро. Вскоре составляющие назначения самолёта «100» (высотный истребитель и пикирующий бомбардировщик) стали рассматриваться как равноценные. Самолёт «100» с двумя моторами М-105 с турбокомпрессорами Тк-2 (по два на каждый мотор), с двумя гермокабинами (ГК): — в передней располагался пилот — командир экипажа, в задней — штурман-бомбардир (имел дублированное управление самолётом) и стрелок-радист, для которого предусматривалось дистанционное управление хвостовым пулемётом ШКАС (эта огневая точка была установлена в ходе лётных испытаний). В носовой части фюзеляжа, перед ГК пилота, располагалась пушечно-пулемётная батарея (две пушки ШВАК и два пулемёта ШКАС). Бомбардировочное вооружение для поражения наземных и воздушных целей размещалось в грузовом отсеке фюзеляжа и состояло из двух кассет по 24 трёхдюймовых снаряда в каждой (высота подрыва снарядов устанавливалась на земле перед полётом). Для применения самолёта в качестве пикирующего бомбардировщика обеспечивалась внешняя подвеска двух бомб в вариантах: 2×100 или 2×250, или 2×500 кг. [Шавров_1988(165,166)]
22 декабря 1939 г. на аэродроме ЛИИ в Жуковском, начались лётные испытания самолёта «100» в варианте высотного истребителя (л-и П. М. Стефановский). Весной 1940 г. начаты испытания дублёра самолёта «100», имевшего мало отличий от первого опытного экземпляра…[Шавров_1988 (165, 166)]
В связи с надвигающейся войной концепция «глубокой авиационной операции», в которой высотный истребитель играл третьестепенную роль, будучи лишь одним из эшелонов защиты «воздушных дредноутов» ТБ-7, «крейсеров 1-го ранга» ТБ-5 и «крейсеров 2-го ранга» ТБ-3 была отменена и в мае 1940 г. В. М. Петлякову было поручено срочное задание: «…за полтора месяца переделать „ВИ-100“ в трёхместный пикирующий бомбардировщик „ПБ-100“ без ГК и ТК с мощным оборонительным вооружением…». В этой связи, испытания опытных «ВИ-100» были прерваны С июля 1940 года в ОКБ Петлякова направили около 300 специалистов из ОКБ А. С. Яковлева, С. В. Ильюшина, А. А. Архангельского и других. Внешне пикирующий бомбардировщик незначительно отличался от «ВИ-100»: вместо сплошного гаргрота (идущего от фонаря кабины пилота к фонарю задней кабины, расположенной примерно над задней кромкой центроплана) — кабина штурмана была приближена вплотную к кабине пилота; вместо высотных двигателей М-105, предусматривались М-105Р без ТК (взлётной мощностью 1100 л. с.); менялось оборудование и вооружение. Натурный макет пикирующего бомбардировщика был построен в кратчайшие сроки и утверждён. С учётом положительных отзывов лётчиков-испытателей о ВИ «100» было решено опытного экземпляра не строить. Срочно выпускаемые рабочие чертежи — немедленно передавались на заводы для серийной постройки. 23 июня 1940 г. начата постройка первой серийной машины. В начале июля 1940 г. заводам были переданы все рабочие чертежи и конструкторская документация[Шавров_1988(164,165,166)].
Поздней осенью 1940 г. первые серийные Пе-2 выполнили заводские испытательные полёты, по результатам которых, с учётом положительных отзывов заводских лётчиков-испытателей — было принято решение о максимальном ускорении темпов серийного выпуска Пе-2 на заводе, куда перевели ОКБ Петлякова. [Шавров_1988(164)]
15 декабря 1940 г. состоялся первый полёт первого серийного пикирующего бомбардировщика под обозначением… [АК 2015-12(34)]
14 марта 1941 г. В. М. Петлякову, за создание пикирующего бомбардировщика «ПБ-100», с официальным обозначением Пе-2, была присвоена Сталинская премия. [Шавров_1988(164)][АК 2016-06(6)]
По стечению обстоятельств, самолёт Пе-2 оказался убийцей своего создателя. 12 января 1942 года В. Петляков сел в качестве пассажира (в кабину стрелка) в самолёт Пе-2 зав. № 14-11, перегоняемый  в составе пары с Казанского завода №22 в Москву. Командиром экипажа бомбардировщика был заместитель командира эскадрильи 2-го дальнеразведывательного авиационного полка старший лейтенант Ф. А. Овечкин. Петляков летел для встречи с наркомом авиационной промышленности Шахуриным. Через 35 минут после взлёта самолёт рухнул в окрестностях ж/д станции Камкино Казанской железной дороги. Все находившиеся на борту погибли. Причиной катастрофы, как было указано в акте комиссии по расследованию катастрофы, явился пожар на борту самолёта. (также см. биографическую статью: Петляков, Владимир Михайлович)

## Конструкция самолёта[7]
Пе-2 — двухмоторный свободнонесущий моноплан с низкорасположенным крылом и разнесенным двухкилевым вертикальным оперением, двухстоечным убирающимся шасси с хвостовой опорой. Экипаж состоял из трёх человек — командира, штурмана и стрелка-радиста, размещаемых в двух негерметичных кабинах.

### Планер[7].
Планер самолёта технологически состоял из следующих частей — носовая часть фюзеляжа с передней кабиной Ф-1, средняя часть фюзеляжа и центроплан Ф-2, хвостовая часть фюзеляжа с кабиной стрелка-радиста и съёмным хвостовым коком Ф-3, правая и левая отъемные части крыла, хвостовое оперение.
Крыло самолёта Пе-2 состоит из трех частей: центроплана и двух отъемных трапециевидных консолей. Стыки центроплана с консолями располагались сразу за мотогондолами. Конструкция каркаса крыла представляет собой клепаную цельнометаллическую жесткую ферму, состоящую из двух лонжеронов, поперечного набора из тринадцати нервюр и работающей обшивки, подкрепленной продольным набором стрингеров. В носовой части крыла для подкрепления обшивки установлено девять промежуточных мембран, а на расстоянии 40 мм от передней кромки по всему крылу расположена швеллерная балка. Обшивка крыла выполнена панелями из сплава Д16ТВ, стыкуемых внахлёст с клёпкой впотай. На консолях устанавливались элероны с дюралевым каркасом и полотняной обтяжкой, и решётчатые тормозные аэродинамические щитки.
Силовой набор центроплана был подобен консольному, причем лонжероны здесь насквозь проходили через секцию фюзеляжа. Нижняя часть этой секции и межлонжеронное пространство являлись бомбовым отсеком, а в верхней стоял фюзеляжный бензобак. Под консолями и под центропланом располагались взлетно-посадочные щитки. По верхней и по нижней обшивке крыла имеется ряд технологических лючков со съемными крышками для удобства осмотра и монтажа электрооборудования, водосистемы, бензосистемы и управления. В нижней обшивке между ферменными нервюрами № 1, 3 и 5 сделаны люки для установки и монтажа бензобаков. Профиль крыла — ЦАГИ «В» в корне крыла и «ВБ» на его концах. Правый элерон оборудован триммером с электроприводом — механизмом УТ-3. Два электромеханизма ГРЩ-1 предназначались для управления посадочными щитками и щитками пикирования.
Фюзеляж самолёта состоял из трёх секций, которые соединялись меж собой болтами на силовых шпангоутах. Весь фюзеляж был монококовой конструкции, с гладкой обшивкой из широких и длинных листов. Каркас фюзеляжа состоял из П-образных шпангоутов, верхних и нижних лонжеронов и стрингеров, Ф-3 стрингеров не имела. Секция Ф-1 представляла собой кабину для лётчика и штурмана. Впереди-снизу имелось большое остекление, предназначавшееся в первую очередь для бомбометания с пикирования — на первых сериях самолёта остекление было больше, чем на самолётах более поздней постройки. Вход в переднюю кабину производился через откидываемый вниз входной люк с лесенкой.
Оперение состояло из двух половин цельнометаллического переставного стабилизатора с рулями высоты и двух килей-шайб. Рули направления и высоты имели металлический каркас и обшивку из полотна АСТ-100. Стабилизатор имел два положения — полётное и взлётно-посадочное, и управлялся электромеханизмом УС-1. Рули направления и рули высоты имели по триммеру с электрическим приводом. Механизм УТ-1 служит для управления триммерами рулей направления, механизм АП-1 служит для управления триммеров РВ и автомата ввода и вывода из пикирования.

### Силовая установка[7].
На самолёте Пе-2 устанавливались различные модификации мотора М-105 — который является глубокой модернизацией французского двигателя «Испано-Сюиза 12Y», выпускаемого по лицензии в СССР с 1934 года. На серийных машинах ставились по два мотора М-105Р(РА) или М-105ПФ с винтами АВ5-ЛВ-139, ВИШ-61Б ВИШ-61БП, ВИШ-61Ф2 или ВИШ-105П(П2) с регулятором Р7 (в зависимости от выпускаемой серии). В дальнейшем ставились только моторы М-105ПФ, которые являются модификацией пушечного мотора М-105ПА. Все моторы снабжены двухскоростным нагнетателем, переключение которого производится электрическим механизмом УН-1. Запуск двигателей производится сжатым воздухом, от бортовой системы ВС-30 (ВС-50).
Охлаждение моторов — комбинированное. Основным является жидкостное охлаждение водой или антифризом, путём принудительной циркуляции жидкости через два воздушно-водяных радиатора ОП-253 на каждый мотор. Для регулировки температуры охлаждающей жидкости на крыле и центроплане установлены жалюзи, при открытии и закрытии которых регулируется скорость встречного потока воздуха, проходящего через водяные радиаторы. Управление жалюзи производится электромеханизмами УР-2. Общая ёмкость системы охлаждения составляет по 75 литров на каждый мотор. Для охлаждения подшипников коленчатого вала в картере мотора сделаны специальные каналы, по которым при работе мотора циркулирует воздух. Также охлаждается моторное масло в радиаторах типа ОП-286, установленных снизу под моторами.
Винтомоторная группа самолёта снабжена металлическими трехлопастными винтами с изменяемым в полете шагом (АВ-5ЛВ-139, ВИШ-105П или ВИШ-61) с центробежным регулятором постоянных оборотов Р-7. Диаметр каждого винта 3,2 метра. Направление вращения — левое. Винты оборудованы жидкостной противообледенительной системой — в качестве антифриза используется смесь 15 % химически чистого глицерина и 85 % денатурированного этилового спирта.
Каждый мотор устанавливался на сварной мотораме в мотогондоле и закрывался капотом. Задняя часть мотогондолы служит отсеком для основной стойки шасси.
В 1944 году выпустили небольшую серию из 135 самолётов, оснащённых моторами М-82.

### Топливная система и НГ[7].
На самолётах ранних серий устанавливали по одиннадцать бензобаков, но с 64-й серии горючее располагалось в девяти бензобаках: фюзеляжном и восьми крыльевых. Из числа последних два бака с каждой стороны (№ 2 и № 3) стояли в центроплане и монтировались через бомбоотсек, а ещё два (№ 4 и № 5) — в отъемной части крыла. Все баки цельносварные из сплава АМЦМЛ и протектированы сырой резиной. На ряде самолётов баки № 2 и № 3 изготавливались из фибры. Полная заправка топливом у Пе-2 с девятью баками составлял 1484 литра (при фибровых баках — 1411 литра). В качестве моторного горючего применялся авиационный бензин Б-78 с добавкой 3,5-4 см3 на 1 кг бензина «продукта Р-9» — жидкости на основе тетраэтилсвинца.
Все баки имели систему заполнения нейтральным газом. На первых сериях самолёта использовался технический азот, возимый на борту в баллонах, затем стали использовать охлаждённые и очищенные выхлопные газы моторов. На поздних сериях машины, помимо заполнения надтопливного пространства внутри баков нейтральный газ подавался и в отсеки, где были установлены баки — т. н. «2-я зона НГ».

### Электрооборудование[7].
Электросеть на самолёте централизованная, двухпроводная, выполнена проводом марки ЛПРГС сечением от 0,75 до 16 мм². Для предотвращения помех радиоприёму основные магистрали проложены в экранирующих коробах с легкосъёмными крышками, на открытых участках применяется экранирующая плетёнка.
Источниками энергии служат два генератора постоянного тока ГС-1000 на двигателях и аккумуляторная батарея 12А-30, работающая в буфере с генераторами и сглаживающая броски напряжения при работе сильноточных потребителей. Генераторы работают параллельно — разбаланс токов не должен превышать 12 ампер. Центральный распределительный щит установлен на рабочем месте штурмана. В случае развития аварийной ситуации самолёт можно полностью обесточить отключением от сети аккумулятора стрелком-радистом, или дистанционно — лётчиком (аварийная кнопка, на некоторых машинах стоял аварийный рычаг с тросовым приводом).
В задней части фюзеляжа предусмотрен электрический разъём аэродромного электропитания.

### Приборное оборудование[7].
Для размещения пилотажных и контрольно-измерительных приборов служит доска пилота, состоящая из трех частей (левой, правой и подвешенной к ней наклонной), и отдельные щитки (один для приборов штурмана, другой — для приборов радиста.
На левой доске пилота в правом вертикальном ряду установлены указатель скорости (однострелочный), авиагоризонт АГП-1, двухстрелочный указатель высоты, гиромагнитный компас ГМК-2 с креноскопом (креноскоп со 125-й серии не устанавливается), указатель поворота УП, вариометр ВP-30. Гироскопические приборы УП, ГМК-2 и АГП-1 работают на сжатом воздухе, который поступает от нагнетателей моторов.
На правой доске пилота размещены — суммарный индикатор бензиномера, указатель температуры наружного воздуха, два мановакуумметра наддува, два указателя электротахометра ТЭ-22, манометр инертного газа первой зоны, два манометра бензина, два манометра масла. На панели контроля работы двигателей — термометры масла, термометры воды, установка пилотских часов АВР (до 109-й серии). На панели штурмана расположены указатель скорости, указатель высоты и часы АЧХО. Компас магнитный типа А-4 общий для штурмана и пилота. У радиста установлен высотомер, часы АЧО.
Анероидно-мембранные приборы подключены к трубке Пито, которая установлена на стойке, укрепленной на противокапотажной раме кабины пилота с левой стороны.
У радиста в кабине установлена радиостанция РСБ-бис (РСБ-3бис со 175-й серии).
У штурмана установлен радиополукомпас РПК-2 «Чайка» (затем ставили РПК-10).
Самолётно-переговорное устройство СПУФ-3 (СПУ-ЗФ) установлено во второй кабине (у радиста), абонентские аппараты имеются у каждого члена экипажа.
Во второй кабине предусмотрена установка аэрофотоаппарата АФА-Б. Фотоаппарат устанавливается на самолёт только по заданию на фотографирование (разведка или фотоконтроль бомбометания). Перевод фотокамеры в различные положения, а также открытие и закрытие люка производит радист. Съемку может производить только штурман — у него для этой цели установлен командный прибор управления фотокамерой.
Первоначально на самолёте стояла истребительная ручка управления, затем заменённая на штурвал.
Кислородное оборудование.
На Пе-2 кабины не герметичны. Для полётов на больших высотах устанавливалось кислородное оборудование в виде шести кислородных баллонов в задней части фюзеляжа, кислородных приборов КЛА-3бис и масок для всех членов экипажа. На самолётах после 40 серии количество баллонов было уменьшено до трёх.

### Вооружение[7].
Самолёт имел внутрифюзеляжный отсек с четырьмя точками подвески (по две на каждой из кассет Дер-21), и ещё два отсека в задней части мотогондол, в которых монтировалось по одному бомбодержателю ДЗ-40. На наружной подвеске на четырёх держателях ДЗ-40 можно было подвесить четыре бомбы ФАБ-250, либо две ФАБ-500. Нормальной считалась бомбовая нагрузка в 600 кг, максимально — до 1000 кг.
Варианты подвески бомб на самолёт, шесть вариантов (согласно инструкции РБ-Пе-2-43):
- вариант 1 — подфюзеляжные 2х50, подцентропланные 2х50, центральный бомбовый отсек 4х50, мотогондольные 2х50, всего — 10 бомб калибра 50 кг (всего 500 кг)
- вариант 2 — подфюзеляжные — нет, подцентропланные — нет, центральный бомбовый отсек 4х100, мотогондольные 2х100, всего — 6 бомб калибра 100 кг (всего 600 кг)
- вариант 3 — подфюзеляжные 2х100, подцентропланные 2х100, центральный бомбовый отсек 4х50, мотогондольные 2х50, всего — 10 бомб калибра 50 кг (всего 500 кг)
- вариант 4 — подфюзеляжные 2х250, подцентропланные 2х250, центральный бомбовый отсек — нет, мотогондольные — нет, всего — 4 бомбы калибра 250 кг (всего 1000 кг)
- вариант 5 — подфюзеляжные 2х100, подцентропланные 2х100, центральный бомбовый отсек 4х100, мотогондольные 2х100, всего — 10 бомб калибра 100 кг (всего 1000 кг)
- вариант 6 — подфюзеляжные 2х500, подцентропланные — нет, центральный бомбовый отсек — нет, мотогондольные — нет, всего — 2 бомбы калибра 500 кг (всего 1000 кг)

Для учебных целей предусматривалась подвеска практических бомб П-25, П-40, П-250.
Также предусматривалась установка двух кассет мелких бомб КМБ Пе-2, в которые могли снаряжаться следующие боеприпасы: ПТАБ-2,5-1-5 до 96 шт, ампулы АЖ-2 до 128 шт, ЗАБ-2,5 до 120 шт, АО-10 36-40 шт, АО-2,5 от 120 до 150 бомб в зависимости от модификации.
Нормальный полётный вес самолёта составляет 7775 кг с бомбовой нагрузкой 500 кг и заправкой горючим 700 кг, или 7875 кг с бомбовой нагрузкой 600 кг и заправкой 700 кг. Допускается перегрузочный вариант с полётным весом 8215 кг при полной заправке 1100 кг и бомбовой подвеске 500 кг, или перегрузочный вариант с полётным весом 8315 кг при полной заправке 1100 кг и подвеской 600 кг
Примечание: При бомбометании с пикирования можно было использовать только варианты загрузки №3, 4 или 6 (с наружной подвески)
В наследство от высотного истребителя «100» на пикирующем бомбардировщике Пе-2 оставался вариант загрузки бомбоотсеков кассетами К-76 и разработанными несколько позднее кассетами К-100. Кассета К-76 снаряжалась неоперенными 76,2-мм снарядами с авиационными взрывателями, а в К-100 загружались осколочные бомбы от АО-2,5 до АО-20. После испытаний применение кассет К-76 было признано опасным и запрещено, а кассеты К-100 были признаны малоэффективными.
Для прицельного бомбометания штурман использовал дневной прицел ОПБ-1М (ОПБ-1р) или ночной коллиматорный прицел НКПБ-3 (НКПБ-4, НКПБ-5, НКПБ-6, НКПБ-7). Для бомбометания с горизонтального полёта у летчика имелся прицел ПБЛ-1, для бомбометания с пикирования прицел ПБП-1 (ПБП-2).
Стрелковое вооружение машины первоначально состояло из четырёх пулеметов ШКАС под патрон 7,62 × 54 мм R. У штурмана стояла турельная установка ТСС-1. Снизу кабины стрелка-радиста под фюзеляжем монтировалась стрелковая установка МВ-2, подобная применявшимся на СБ и ДБ-3Ф. Два неподвижных курсовых пулемёта обеспечивали обстрел вперёд. Уже с 13-й серии люковый ШКАС заменили на крупнокалиберный турельный пулемет БТ конструкции Березина с боекомплектом 200 патронов. Правый передний ШКАС также был заменён на крупнокалиберный пулемёт Березина БК.
На самолётах 110-й серии произведена доработка — появилась бортовая установка ШКАС в кабине стрелка-радиста.
После 275-й серии на самолёт стали устанавливать гранатомёт ДАГ-10 с 10 противосамолетными гранатами АГ-2.

## Производство
Производство Пе-2 (по данным заводов)
| Производитель   | 1940 год | 1941 год | 1942 год | 1943 год | 1944 год | 1945 год | Всего |
| --------------- | -------- | -------- | -------- | -------- | -------- | -------- | ----- |
| № 22 (Фили)     |          | 1083     |          |          |          |          | 1083  |
| № 22 (Казань)   |          | 37       | 1937     | 2423     | 2944     | 1634     | 8975  |
| № 39 (Москва)   | 1        | 303      |          |          |          |          | 304   |
| № 39 (Иркутск)  |          |          | 455      | 5        |          |          | 460   |
| № 124 (Казань)  |          | 104      |          |          |          |          | 104   |
| № 125 (Иркутск) |          | 144      |          |          |          |          | 144   |
| Всего           | 1        | 1671     | 2392     | 2428     | 2944     | 1634     | 11070 |

| Модель   | Производитель  | 1941 | 1942 | 1943 | 1944 | Всего |
| -------- | -------------- | ---- | ---- | ---- | ---- | ----- |
| Пе-3     | № 39 (Москва)  | 196  |      |      |      | 196   |
| Пе-3     | № 39 (Иркутск) |      | 11   |      |      | 11    |
| Пе-3 бис | № 39 (Иркутск) |      | 121  | 13   |      | 134   |
| Пе-3 бис | № 22 (Казань)  |      |      |      | 19   | 19    |
| Всего    | Всего          | 196  | 132  | 13   | 19   | 360   |

| Модель | Производитель   | 1 | 2  | 3  | 4   | 5   | 6   | 7   | 8   | 9   | 10  | 11 | 12 | Всего |
| ------ | --------------- | - | -- | -- | --- | --- | --- | --- | --- | --- | --- | -- | -- | ----- |
| Пе-2   | № 22 (Фили)     | 2 | 9  | 32 | 68  | 84  | 124 | 183 | 201 | 233 | 138 | 9  |    | 1083  |
| Пе-2   | № 22 (Казань)   |   |    |    |     |     |     |     |     |     |     |    | 37 | 37    |
| Пе-2   | № 39 (Москва)   | 2 | 7  | 18 | 35  | 50  | 55  | 73  | 63  |     |     |    |    | 303   |
| Пе-2   | № 124 (Казань)  |   |    |    | 1   | 1   | 2   | 10  | 16  | 25  | 39  | 10 |    | 104   |
| Пе-2   | № 125 (Иркутск) |   |    |    |     |     |     | 3   | 4   | 15  | 35  | 31 | 56 | 144   |
| Пе-3   | № 39 (Москва)   |   |    |    |     |     |     |     | 16  | 98  | 82  |    |    | 196   |
| Всего  | Всего           | 4 | 16 | 50 | 104 | 135 | 181 | 269 | 300 | 371 | 294 | 50 | 93 | 1867  |

| Квартал | I   | II  | III | IV | Всего |
| ------- | --- | --- | --- | -- | ----- |
| Пе-2    | 771 | 631 | 182 | 50 | 1634  |

## Эксплуатация
Первые серийные самолёты поступили на вооружение 95-го бомбардировочного авиаполка в начале 1941 года, а уже 1 мая полк принимал участие в воздушной части парада над Москвой. Также на Пе-2 перевооружался 48-й ББАП Киевского округа. К началу войны только два полка были перевооружены, хотя уже был построен 391 самолёт Пе-2. К началу войны Пе-2 не успел пройти ни эксплуатационных, ни войсковых испытаний, а уровень освоенности машины личным составом был крайне низок.
Отношение к самолёту среди личного (лётного и технического) состава полков было весьма двоякое. С одной стороны, это была современная машина для того времени, с отличными лётными характеристиками, неплохим оборудованием и автоматикой. С другой стороны — самолёт был сложен в пилотировании, особенно при взлёте и посадке — профиль крыла требовал повышенных скоростей, и в случае ошибок пилотирования были случаи сваливания при низких скоростях, приводившие к авариям. На разбеге самолёт имел тенденцию к развороту, на посадке частенько «козлил», из-за конструктивных особенностей амортизаторов шасси.
В случае небрежностей управления при торможении самолёт проявлял склонность к капотированию во время пробега из-за специфики расположения основных стоек шасси.
При создании Пе-2 впервые в СССР осуществилась программа разработки и производства так называемого «электродистанционного управления», что по сути означало проектирование и внедрение электрических приводных механизмов в конструкцию самолёта вместо механических тяг и тросов — это привод заслонки радиаторов, управление триммерами, посадочными щитками и др. Всё это оборудование мало того, что было новаторским — оно требовало грамотной эксплуатации и технического обслуживания, что было не всегда возможно в условиях ведения боевых действий.
Подготовка самолёта к вылету занимала до двух часов. В холодное время года из системы охлаждения двигателей сливалась вода, а в морозы сливалось и масло из маслосистемы. Перед вылетом в моторы заливалась горячая вода и подогретое масло, после чего двигатели запускались для прогрева. Для поддержания оперативной готовности к вылету вода и масло не сливались, а моторы запускались для прогрева каждые несколько часов (в зависимости от погоды), что расходовало и так небольшой ресурс моторов.
Самолёт был задуман именно как скоростной пикирующий бомбардировщик, с большим запасом прочности и поэтому малой бомбовой нагрузкой. Он предназначался для поражения точечных целей из глубокого пикирования. Но в СССР в предвоенное время исследования по бомбометанию с глубокого пикирования не вышли из стадии опытных и исследовательских работ. Поэтому Пе-2 в условиях войны в основной своей массе применялись для бомбометания только с горизонтального полёта или с пологого пикирования. Инициатором боевого применения самолёта Пе-2 с глубокого пикирования и разработчиком тактики такого применения стал помощник начальника инспекции ВВС РККА по бомбардировочной и разведывательной авиации подполковник Полбин Иван Семёнович. Для отработки практического применения Пе-2 с пикирования в прямое  подчинение инспекции ВВС КА был передан находящийся на переучивании в г. Киржач 150-й скоростной бомбардировочный авиационный полк. После переподготовки этот полк вошёл в состав 1-й особой авиационной группы и в период 13.07.42 — 02.08.42 г. полк на самолетах Пе-2 действовал на Сталинградском фронте, затем был выведен в тыл и 25.10.42 г. полк вышел из подчинения инспекции ВВС КА и затем был переформирован в 35-й гвардейский бомбардировочный Сталинградский ордена Суворова авиационный полк. Полковник Полбин в марте 1943 года был назначен на должность командира 301-й бомбардировочной авиационной дивизии, где он и начал активно продвигать бомбометание с глубокого пикирования. Полки этой дивизии до самого конца войны были по сути единственными, в полной мере осваивавшими такой вид боевой работы на Пе-2. 
Также самолёты типа Пе-2 послужили летающей лабораторией для испытания ракетных ускорителей. Первый полёт с действующей ракетной установкой состоялся в октябре 1943 года. Скорость увеличилась на 92 км/ч. Эксперименты с различными вариантами Пе-2 с ракетными установками продолжались до 1945 года. Главным конструктором ускорителей был С. П. Королёв.

## Боевое применение

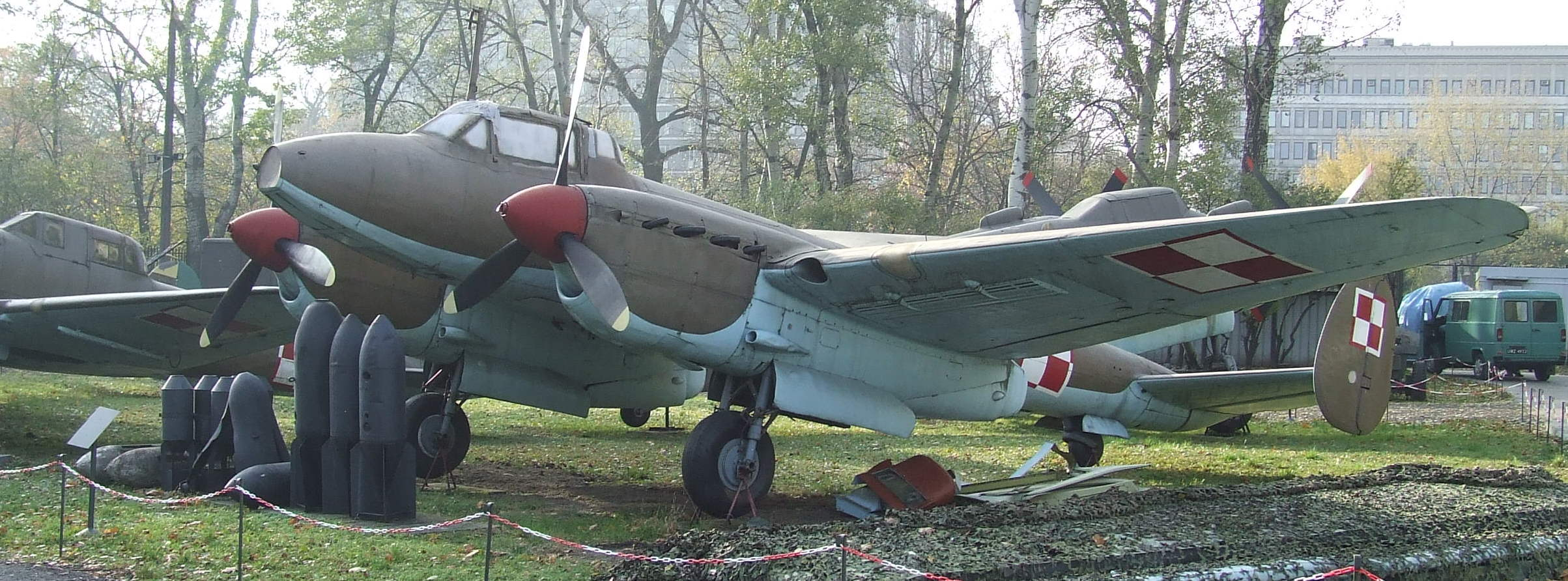
Пе-2 в музее Войска Польского

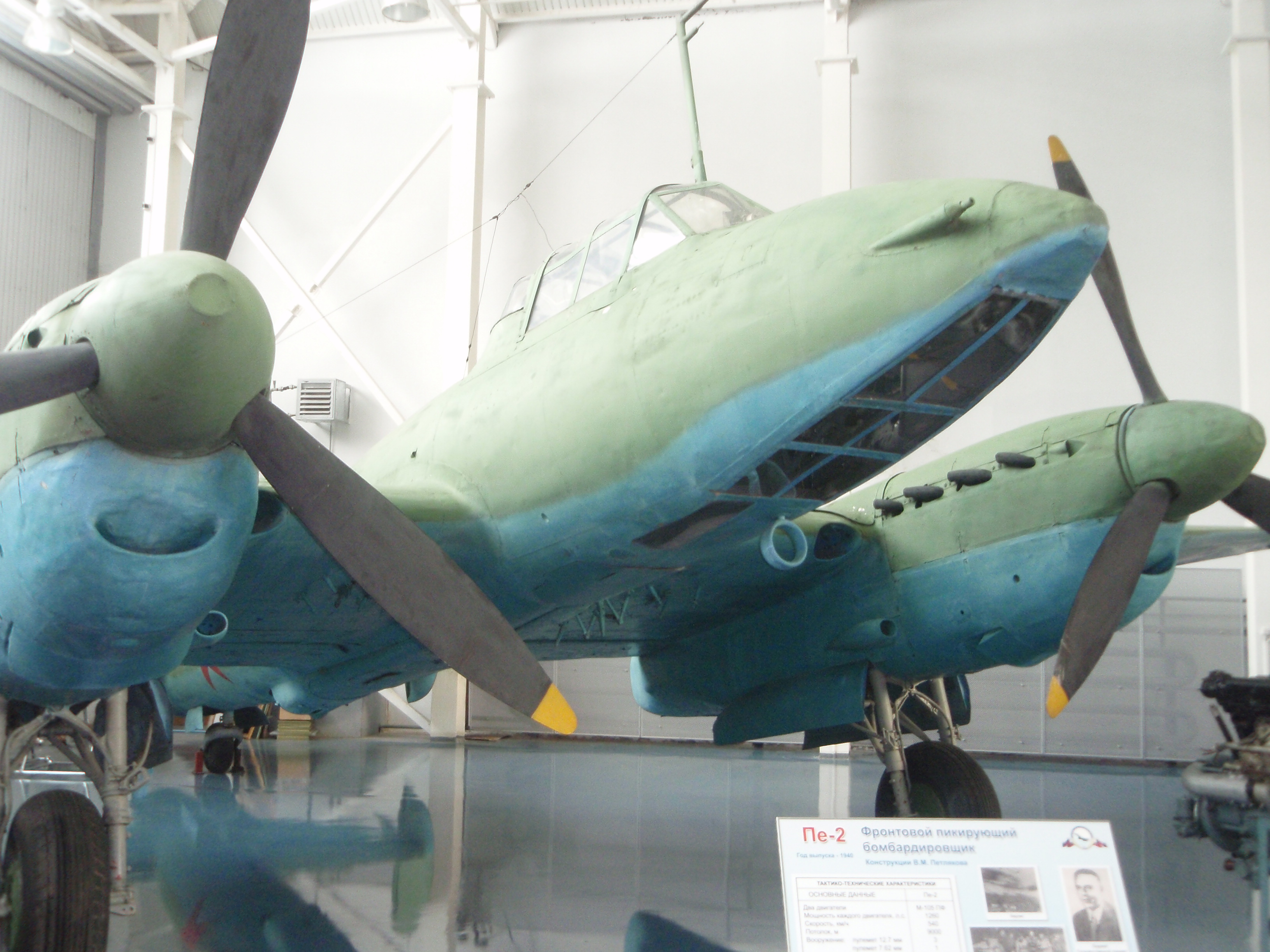
Пе-2 в Центральном музее Военно-воздушных сил РФ, Монино

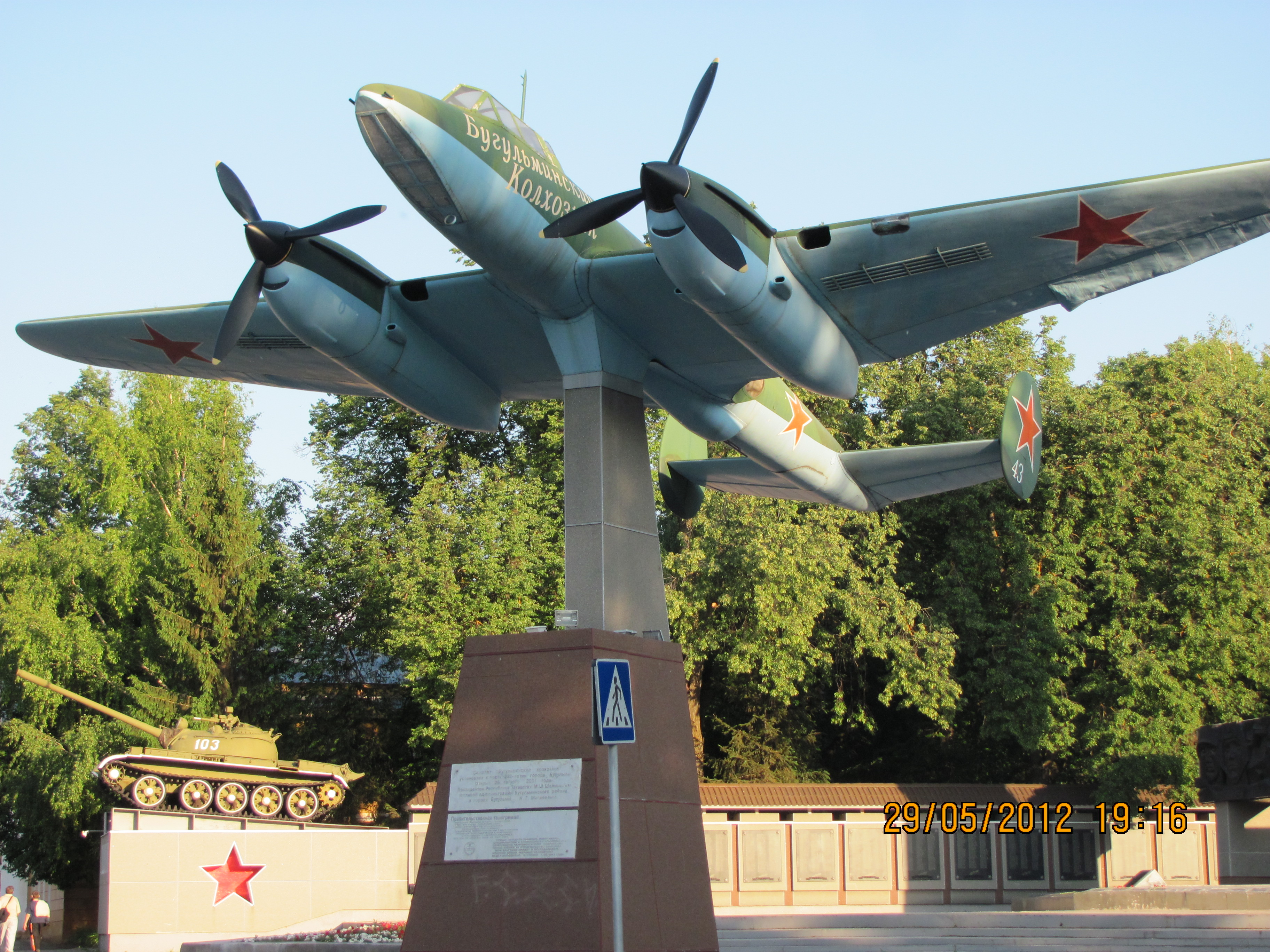
Пе-2, Мемориал Вечной Славы, г. Бугульма

Пе-2 активно применялся в частях фронтовой и морской авиации с первых дней Великой Отечественной войны и до её конца, а также в боях с Японией.
Большая скорость позволяла Пе-2 действовать в дневное время суток. Однако, первые серийные машины имели слабое оборонительное вооружение — пулемёты ШКАС — крайне капризное и маломощное оружие, скорострельность которого лишь отчасти компенсировала остальные недостатки.

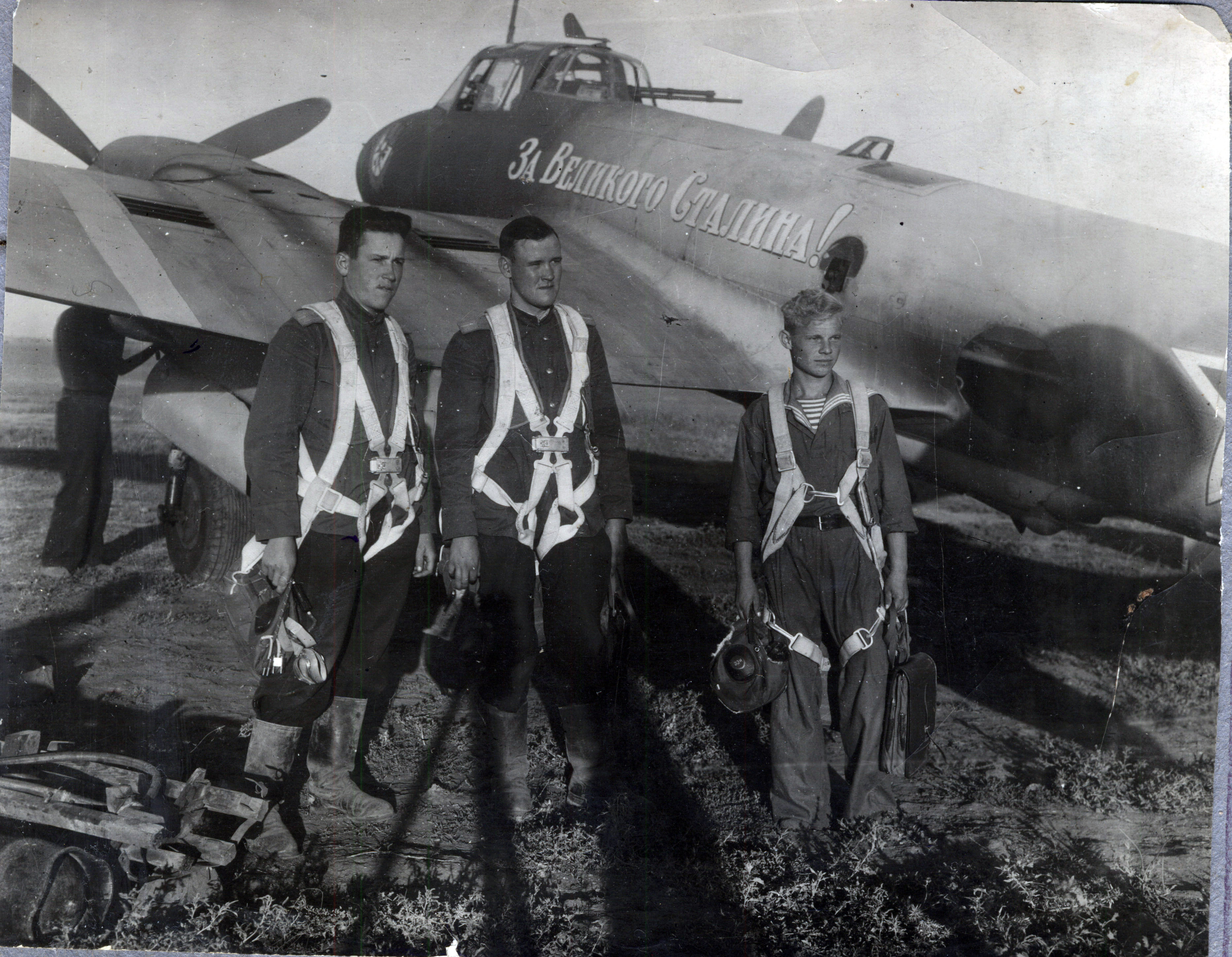
Экипаж пикирующего бомбардировщика Пe-2 «За великого Сталина» бомбардировочного авиаполка Черноморского флота после выполнения задания

Из-за встречающихся недостатков тактики применения, отсутствия возможности обеспечивать надежное истребительное прикрытие Пе-2, при проведении операций потенциал данной машины в начале войны редко раскрывался в полной мере. В это время полки, летавшие на Пе-2, как правило, несли высокие потери как из-за аварийности, так и от противодействия противника. Так, 5 июля 1941 года приступил к боевой работе 410-й БАП особого назначения, сформированный из летчиков-испытателей. Полк сразу же включился в сражение под Смоленском, потеряв за 23 суток боевой работы весь свой самолётный парк — 33 самолёта.
В ходе битвы под Москвой Пе-2 наносили удары по колоннам и скоплениям войск противника, причем эффективность действий пикировщиков существенно снижалась ввиду отсутствия надлежащего оперативного планирования и недостаточности данных разведки.
В конце мая 1942 на Западном фронте сформировали 204-ю БАД, первоначально включавшую три полка Пе-2, а вскоре усиленную ещё двумя полками. На Брянском фронте действовала 223-я БАД (4 полка Пе-2), понесшая в напряженных боях тяжелые потери (в среднем за 14 боевых вылетов теряли 1 самолёт). В оборонительных боях на подступах к Сталинграду с лета 1942 года действовала 270-я БАД, из пяти полков которой два (94-й и 99-й) летали на Пе-2. Несмотря на то, что Пе-2 к тому времени был уже достаточно освоенной машиной, а экипажи многих полков накопили солидный опыт его боевого применения, настоящим пикировщиком он пока не стал — бомбометание с пикирования применялось крайне редко. Одним из лидеров в применении такой тактики стал 150-й БАП И. С. Полбина, в дальнейшем командира 6-го авиационного корпуса. Однако, прибыв под Сталинград 13 июля 1942 года, уже 31 июля полк был отведен на переформирование — одиночные Пе-2 оказались очень уязвимыми на пикировании. Подобной была судьба многих других полков Пе-2, сражавшихся под Сталинградом: прибытие на фронт, 2-3 недели боевой работы, и отвод в тыл на переформирование, ввиду потери боеспособности.
Осенью 1942 года началось формирование бомбардировочных авиакорпусов, вооруженных Пе-2. Корпус включал две дивизии трехполкового состава. В декабре 1942 года в бой были введены 1-й БАК на Калининском фронте и 2-й БАК на Донском. Самолёты первого из них до конца января 1943 года наносили удары по противнику на Великолукском и Ржевском направлениях. Затем 1-й БАК около месяца действовал под Ленинградом, после чего участвовал в разгроме Демянской группировки противника. 2-й БАК зимой 1942—1943 года сражался под Сталинградом, а весной 1943 года участвовал в воздушном сражении на Кубани.
В Курской битве участвовали 1-й и 3-й БАК, вооруженные Пе-2. Первоначально Пе-2 наносили удары небольшими группами, а с 9 июля 1943 года перешли к массированным налетам, оказавшимся наиболее эффективными как с точки зрения причиняемого противнику ущерба, так и в отношении минимизации собственных потерь. Об интенсивности боевой работы пикировщиков в период советского контрнаступления свидетельствует тот факт, что в течение 15-17 июля экипажи 3-го БАК в ходе семи массированных налетов выполнили 722 боевых вылета. 1-й БАК после сражения под Курском, в августе 1943 года участвовал в боях за Харьков, а затем — в сражении за Днепр. 2-й БАК, переброшенный с Кубани, в конце августа принял участие в Смоленском сражении.
Экипажи 1-го БАК в конце сентября 1943 года впервые применили бомбометание с пикирования из замкнутого круга — т. н. «вертушку», которая существенно повышала защищенность пикировщиков от атак вражеских истребителей. Боевое применение Пе-2 с пикирования вполне успешно освоили лётчики под руководством И. С. Полбина.
С первых дней 1944 года 3-й БАК поддерживал наступление Белорусского фронта. За первые пять месяцев года более 1/4 всех его вылетов пришлось на удары по мостам и переправам. Эти удары были далеко не всегда эффективными ввиду ограниченного наряда самолётов и малого калибра сбрасываемых бомб. Основная же масса боевых вылетов приходилась на удары по целям в глубине 10-25 км от линии фронта, а резервы противника и его линии коммуникаций практически оставались без воздействия «пешек».

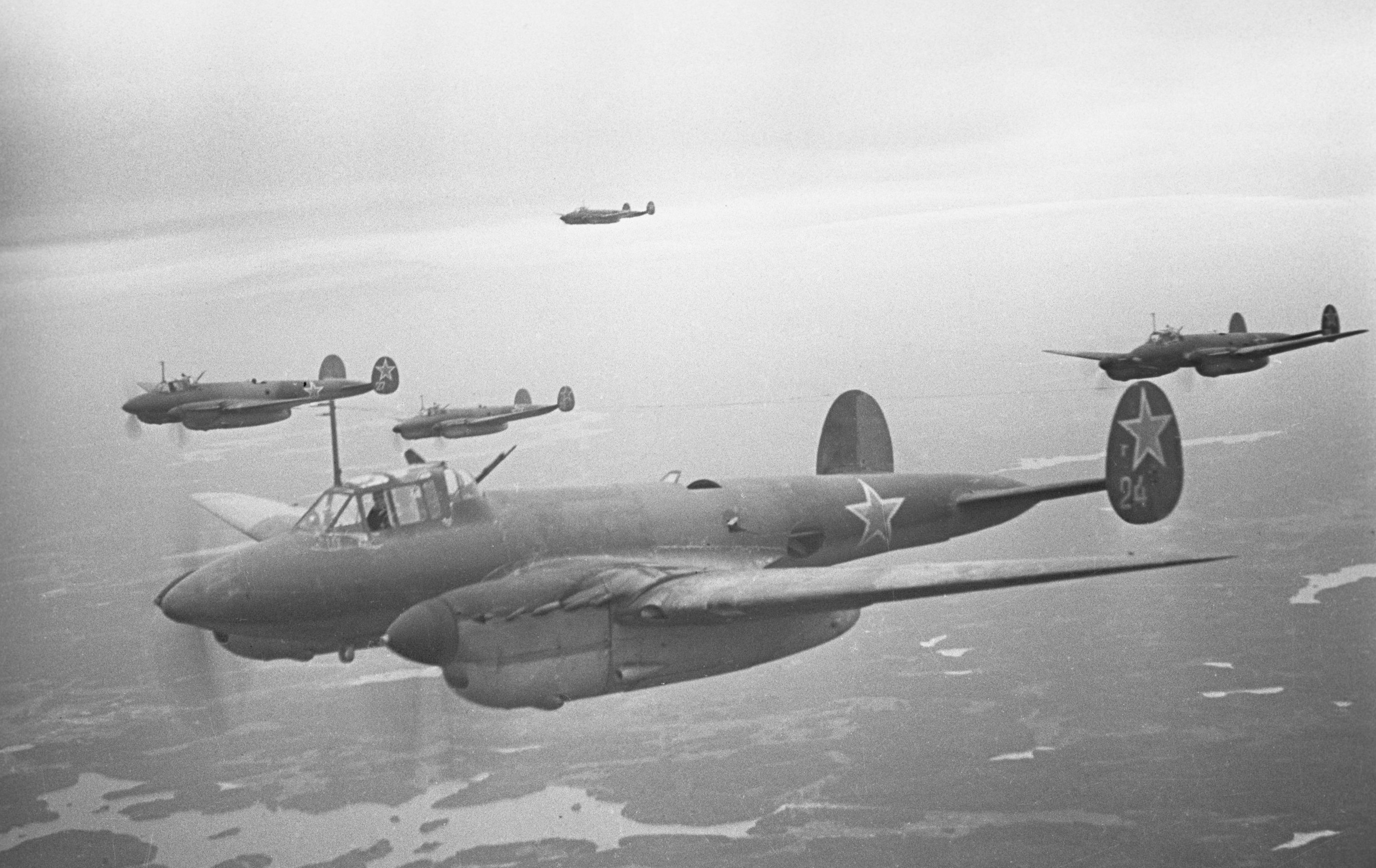
Эскадрилья бомбардировщиков Пе-2 34-го гвардейского бомбардировочного авиационного полка в полете над Карельским перешейком в июне 1944 года

К началу 1944 года был сформирован 4-й БАК. Летом он совместно со 2-м гв. БАК (бывшим 1-м БАК) принимал участие во Львовско-Сандомирской операции. Оба корпуса к началу наступления (на 13 июля 1944 года) насчитывали в общей сложности 382 Пе-2 (из них 354 исправных). «Пешки» бомбили узлы сопротивления, командные пункты, артбатареи, скопления резервов. Плотность ударов доходила до 50-60 тонн бомб на 1 км². В ходе операции в 2/3 вылетов Пе-2 бомбили с пикирования. При этом более опытные экипажи 2-го гв. БАК почти не атаковали цели с горизонтального полета, в то время как 4-й БАК применял удары с пикирования гораздо реже. 1-й гв. БАК (бывший 2-й БАК) во второй половине 1944 года действовал в Прибалтике.
На завершающем этапе войны корпуса пикировщиков обеспечивали прорыв укрепленных рубежей противника, нанося удары по узлам сопротивления. При этом, несмотря на господство в воздухе советской авиации, случались и серьёзные потери. Так, 6-й гв. БАК (бывший 2-й гв. БАК) с 11 февраля до 5 мая 1945 года выполнил почти 1800 боевых вылетов против крепости Бреслау, сбросив 1570 т бомб, при этом 11 февраля погиб командир корпуса И. C. Полбин, самолёт которого был сбит прямым попаданием зенитного снаряда.
В морской авиации на первом этапе войны Пе-2 сыграли заметную роль только на Черноморском флоте. Частично вооруженный этими самолётами 40-й БАП в сентябре-декабре 1941 года наносил удары по немецким войскам, рвущимся к Севастополю. Летом 1942 года значительная группировка на Пе-2 появилась в составе Особой морской авиагруппы (ОМАГ), прибывшей на Северный флот из резерва Ставки (28-й и 29-й БАП).
Завершающим этапом боевого применения Пе-2 стало участие в войне против Японии. По состоянию на 9 августа 1945 года на Дальнем Востоке было сосредоточено 555 Пе-2 (525 исправных).
В СССР в 1944 году был сформирован из французских добровольцев бомбардировочный полк «Лангедок» (бывш. авиагруппа «Бретань»), вооружённый Пе-2. Из-за сложности самолёта половина экипажей так и не смогли его освоить, до окончания войны полк так и не был боеготов и не ввелся в боевой состав действующей армии. В отличие от своих именитых коллег полка «Нормандия», которые вернулись домой с почётом и помпой, неудавшиеся пикировщики покинули СССР тихо.
Основными целями Пе-2 были:
- железнодорожные станции и узлы;
- мосты, дороги;
- транспортные и военные корабли, подводные лодки (на Балтике, Чёрном Море, Тихом Океане);
- морские порты, причалы;
- колонны автотранспорта и бронетехники;
- полевые артиллерийские части, а также части дальнобойной артиллерии;
- аэродромы;
- склады боеприпасов, ГСМ;
- непосредственно позиции вражеских войск на передовой.

Кроме непосредственных обязанностей бомбардировщика часто применялся в разведывательных целях, существовала специальная разведывательная модификация Пе-2Р, отличавшаяся отсутствием бомбардировочного оборудования, в том числе тормозных решёток. Оснащённый РЛС «Гнейс-2» самолёт мог использоваться в качестве ночного истребителя.
В бою с истребителями Пе-2 был далеко не самой лёгкой мишенью. В случае правильного построения звена экипажи бомбардировщиков могли вести эффективный оборонительный огонь. Благодаря удачной компоновке двойных стабилизаторов стало возможным размещение пулемёта в хвостовой части, что позволяло вести оборону против истребителей противника. Примеры боевого применения Пе-2 можно увидеть в советском фильме «Хроника пикирующего бомбардировщика». Однако сам самолёт не отличался особой живучестью. И в случае, если вражескому истребителю удавалось выйти на дистанцию атаки, Пе-2 мог спасти только опыт летчика и активное маневрирование.
Для борьбы с истребителями противника могли применяться, кроме пулемётного вооружения, реактивные снаряды (на ранних машинах) и авиационные гранаты АГ-2 (появились с 1943 года, по штату устанавливалось 10 штук). Судя по описаниям летчиков, сбить такой гранатой истребитель практически невозможно, однако, «пугающий» эффект оказывался достаточным для срыва атаки истребителя. Были зафиксированы случаи применения АГ по скоплениям пехоты противника.
Следует отметить, что боевой тактической единицей до конца войны в соединениях Пе-2 оставалась «тройка», в то время как вся остальная авиация РККА перешла на «пары».

## Зарубежные эксплуатанты
7 самолётов Пе-2 ранних серий достались немцам в качестве трофеев и впоследствии были переданы 
Финляндии. Самолёты прошли ремонт в 
Германии, где частично было заменено оборудование на немецкое. В составе группы PLelv 48 финские самолёты использовались в Южной Карелии, под Ленинградом, привлекались к противолодочному патрулированию на Балтике. В Финляндии самолёты пролетали до 1946 года. В ВВС Финляндии получил неофициальное прозвище Pekka-Eemeli: Пекка-Емеля (Пекка — собственное имя, аналог русского «Пётр»).
В 1944 году в СССР началось формирование польской бомбардировочной дивизии в составе трех полков на Пе-2. Боевой готовности она достигла лишь в конце мая 1945 года, поэтому в боевых действиях не участвовала. До сентября 1945 года полякам передали 113 Пе-2 и 11 УПе-2, впоследствии служивших до 1951 года.
30 Пе-2 и 2 УПе-2 после войны передали Чехословакии. Самолёты, получившие местные обозначения В-32 и СВ-32, получили немецкое радиооборудование и эксплуатировались до февраля 1951 года.
Также Пе-2 поставлялись в Болгарию (96 Пе-2 и 2 УПе-2) и Югославию (123 Пе-2 и 9 УПе-2).

## Модификации

### Серии самолётов типа Пе-2
Первая и вторая серии самолётов Пе-2 завода № 22 состояли из пяти самолётов, с третьей по девятую в каждой серии выпускалось по 10 машин, а все более поздние серии насчитывали по 20 самолётов. Завод № 39 также выпустил несколько «укороченных» партий машин, а в марте 1941 года перешёл на выпуск 20-самолётных серий.
- Пе-2 1-я серия:
  - Основные характеристики
    - Длина: 12,241 м
    - Размах крыла: 17,15 м
    - Высота: 3,42 м
    - Площадь крыла: 40,5 м2
    - Масса пустого: 5863 кг
    - Взлетная масса: 7536 кг
    - Силовая установка: два 12-цилиндровых двигателя жидкостного охлаждения М-105Р мощностью по 1100 л. с., номинальная мощность на уровне моря — 1020 л. с.
    - Воздушный винт: трёхлопастные винты изменяемого шага ВИШ-61П.
    - Топливные баки: пять внутренних топливных баков на 1086 л
    - Максимальная скорость: 452 км/ч
    - Потолок: 8800 м
    - Дальность полета: 1200 км
- Пе-2 13-я серия — правый передний ШКАС заменили пулемётом УБ калибра 12,7 мм. То же самое сделали с подфюзеляжной точкой.
- Пе-2 22-я серия — установили усовершенствованные моторы М-105РА, предусматривающие возможность установки пушки в развале блока цилиндров.
- Пе-2 31-я серия:
  - Внешние изменения: вместо имевшихся у первых «пешек» пяти окон по правому борту в носовой части фюзеляжа, остались три первых окна, а вместо последних двух — одно треугольное, но остекление левого борта и пола носовой части фюзеляжа изменениям не подверглось. Среди внешних изменений самолётов 31-й серии (выпускавшиеся с лета 1941 по весну 1942 гг.) можно отметить, в частности, что лючок доступа к носовому пулемёту УБС имел две петли, а не одну.
  - Основные характеристики
    - Длина: 12,78 м
    - Размах крыла: 17,16 м
    - Высота: 3,42 м
    - Масса пустого: 5950 кг
    - Взлетная масса: 7536 кг
    - Силовая установка: два 12-цилиндровых двигателя жидкостного охлаждения М-105РА мощностью по 1100 л. с.
    - Максимальная скорость на высоте 5000 м.: 530 км/ч
    - Вооружение: 1 х 7,62-мм пулемёт ШКАС, 3 х 12,7-ми пулемёта УБ; 600 кг бомб на внутренней подвеске. 400 кг на внешней подвеске
    - Потолок: 8800 м
    - Дальность полета: 1200 км
    - Экипаж: 3 чел.
- Пе-2 64-я серия — в этой серии модификации подверглось количество топливных баков, которое уменьшено с 11 (десять в крыле, один в фюзеляже) до девяти (восемь в крыле, один в фюзеляже), но суммарная ёмкость от этого не изменилась — 1086 л.
- Пе-2 78-я серия — выпускался на ГАЗ № 22 в Казани в мае 1942 г.
  - Максимальная скорость на высоте 4659 м: 503 км/ч.
- Пе-2 83-я серия (Пе-2ФТ «Фронтовое требование»):
  - Вооружение: вместо пулемётов ШКАС ставились пулемёты УБТ калибра 12,7 мм; доработан под установку тяжёлого пулемёта в задней кабине, так как пулемёт Березина имел длину 136,5 см, а длина ШКАСА составляла 128 см и УБТ под сдвижным фонарём в старой кабине не помещался, а его мощная отдача заставила конструкторов усилить конструкцию фюзеляжа в месте установки турели.
  - Внешние изменения: изменилось остекление носовой части фюзеляжа и возвратились к старому лючку с двумя петлями для доступа к носовому пулемёту УБ. На воздушных винтах ВПШ-61П этой производственной серии стояли коки более скруглённой формы, верхняя часть мотогондол оснащена дополнительными вентиляционными щелями. По бортам задней части фюзеляжа круглые иллюминаторы заменили турельными установками пулемётов ШКАС, из верхней части кормы фюзеляжа исчез прозрачный астролюк.
  - Максимальная скорость: 488 км/ч.
- Пе-2 105-я серия — появилась рамочная антенна радиополукомпаса РПК-110 расположенная под носовой частью фюзеляжа.
- Пе-2 110-я серия:
  - Вооружение: установлена закрытая турель ВУБ-1 с пулемётом УБТ калибра 12,7 мм, с боекомплектом из 200 патронов, которая обеспечивала больший сектор обстрела. В качестве аэродинамического компенсатора массивного ствола пулемёта УБТ играли роль две вертикальные поверхности, которые монтировались на крыше турели. Отрицательным следствием внедрения турели ВУБ-1 явилось снижение максимальной скорости самолёта на 8—12 км/ч ввиду роста лобового сопротивления.
  - Внешние изменения: изменена форма иллюминаторов, в которых монтировался бортовой ШКАС: пулемёт в зависимости от внешней угрозы перебрасывал стрелок с борта на борт.
- Пе-2 115-я серия:
  - Внешние изменения: хвостовая часть изготовлена из дерева ввиду нехватки алюминия, который отличался от металлического только законцовкой, исчезли боковые окна из носовой части фюзеляжа, стрелок-радист прикрыт бронеплитой толщиной 4 мм, увеличена ёмкость топливных баков до 1484 л, а их количество увеличено до пяти — один фюзеляжный и четыре крыльевых. Изменения привели к росту массы и, как следствие, к снижению летных характеристик.
  - Максимальная скорость: 494 км/ч.
- Пе-2 179-я серия — установлены двигатели М-105ПФ мощностью 1210 л. с. каждый.
- Пе-2 205-я серия:
  - Внешние изменения: изменилась форма носовых частей мотогондол, а именно ликвидированы воздухозаборники по бортам, вместо которых сделан один центральный воздухозаборник ниже воздушного винта; в задней части воздухозаборники и лючки ликвидировали, тяги приводов тормозных решёток заключили в профилированные обтекатели. Два аэродинамических компенсатора на крыше турели ВУБ-1 заменены одним. Изменения и установка двигателей М-105ПФ подняли максимальную скорость до 521 км/ч на высоте 3700 м.
  - Основные характеристики
    - Размах крыла: 17,11 м
    - Длина: 12,78 м
    - Высота: 3,42 м
    - Масса пустого: 6200 кг
    - Масса максимальная: 8250 кг
    - Силовая установка: два 12-цилиндровых двигателя жидкостного охлаждения М-105ПФ мощностью по 1210 л. с.
    - Вооружение: 1 х 7.62-ми пулемёт ШКАС, 3 х 12.7-мм пулемёта УБ: 600 кг бомб на внутренней подвеске. 400 кг на внешней подвеске
    - Скорость максимальная на высоте 5000 м.: 521 км/ч
    - Потолок практический: 8800 м
    - Дальность полета: 1400 км
    - Экипаж: 3 чел.
- Пе-2 211-я серия — балки наружных бомбодержателей размещены внутри крыла, начали использовать винты ВИШ-61П.
- Пе-2 249-я серия — внесены изменения в масло- и бензосистему, а именно стали разжижать масло бензином зимой.
- Пе-2 265-я серия — установлена радиостанция РСБ-3бис которая имела больший радиус действия.
- Пе-2 271-я серия — стали монтироваться обтекатели внешних бомбодержателей.
- Пе-2 275-я серия — усилена оборона самолёта с хвоста за счёт установки гранатомёта ДАГ-10 на 10 гранат АГ-2, которые находились в кабине стрелка-радиста (две кассеты по пять штук).
- Пе-2 301-я серия — доработан люк стрелка-радиста — ветровой щиток монтировался на фюзеляже перед люком.
- Пе-2 354-я серия — выхлопные патрубки цилиндров двигателей сделаны индивидуальными.
- Пе-2 359-я серия — выхлопные патрубки цилиндров двигателей сделаны индивидуальными (как на 354-й серии, но на все машины), усовершенствованы двигатели и кислородная система, в задней части фюзеляжа установлено катапультируемое кресло.
- Пе-2 382-я серия — укомплектована системой зимнего запуска двигателей.
- Пе-2 410-я серия — для улучшения аэродинамики гнёзда для установки перекидного пулемёта ШКАС закрыли крышечками.
- Пе-2 411-я серия — для улучшения аэродинамики закрыли лентами щели зализов.

### Модификации самолёта Пе-2
- Пе-2Ш (штурмовик) — опытный экземпляр машины с батареей из двух пушек ШВАК и одного пулемета УБ под фюзеляжем. Позднее был разработан вариант с убираемой в фюзеляж батареей из двух ШВАК и двух ШКАС, отклоняемых до 40° в вертикальной плоскости. Разрабатывался в 1941 году.
- Пе-2РД — самолёт с комбинированной силовой установкой, опытная машина. Весной 1943 года на месте хвостового обтекателя фюзеляжа одного из серийных Пе-2 с М-105РА установили жидкостный реактивный двигатель РД-1 в качестве ускорителя. Баки с окислителем разместили в бомбовом отсеке фюзеляжа, а с керосином — в корневых частях крыла. На испытаниях весной 1944 года в одном из первых полетов произошел взрыв в системе РД, при котором едва не погиб С. П. Королев. После доработки ЖРД на самолёте было выполнено более 100 полетов. Опыт применения реактивной установки на самолёте Пе-2 был использован при создании истребителей-перехватчиков Ла-7Р, Як-3Р и Су-7.
- Пе-2ВИ (высотный истребитель) — опытный одноместный истребитель с гермокабиной и двигателями М-105ЦЦ с нагнетателями. Был изготовлен лишь полноразмерный макет, работы были прекращены в октябре 1941 года.

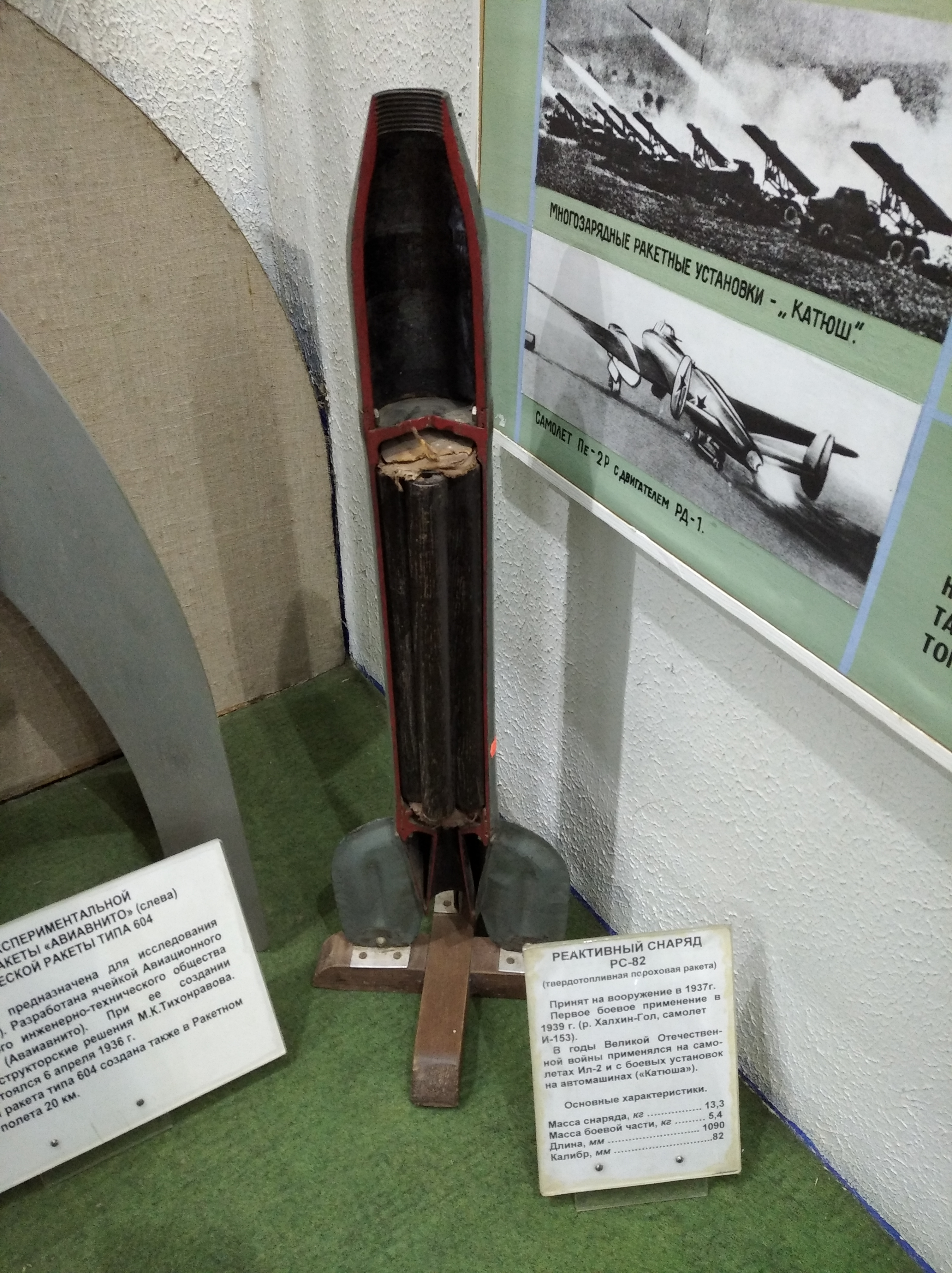
Пе-2Р с РД-1 (фото справа)

- Пе-2Р с РД-1 (фото справа)Пе-2Р — разведчик. В качестве фоторазведчика мог использоваться любой серийный бомбардировщик, так как на всех самолётах предусматривалась установка АФА-Б. В производстве некоторые Пе-2 разных серий оборудовались в специальные разведывательные варианты, имевшие значительно более сложное фотооборудование. Самолёты-разведчики имели общие характерные признаки — под центропланом устанавливались два подвесных топливных бака, снимались тормозные решетки. Бомбовое вооружение на самолёте отсутствовало.
- Пе-2Ф — значительно переработанный самолёт с моторами М-105Ф. По компоновке — среднеплан, множество др. изменений по системам. Построен один опытный самолёт, работы по которому прекращены в 1943 году.
- УПе-2 (Пе-2У) — учебно-тренировочный вариант с двумя кабинами летчиков, расположенными одна за другой, и двойным управлением. Был создан в конце 1943 года для ускорения процесса переучивания летчиков. Верхняя турель была снята, а на месте фюзеляжного бензобака размещена кабина инструктора со своим фонарем. Вооружение включало носовые пулеметы УБ и 600 кг бомб на внутренней или наружной подвеске. Устанавливались двигатели М-105ПФ. Самолёт строился серийно.
- Пе-2 М-82. Весной 1944 года была выпущена небольшая серия (135 экземпляров) варианта Пе-2 со звездообразными двигателями воздушного охлаждения М-82ФН (1850 л. с.). Самолёт развивал скорость 547 км/ч на высоте 6000 м.
- Пе-2И — опытный двухместный дневной пикирующий бомбардировщик. Испытания проводились весной 1944 года. На самолёте были установлены двигатели ВК-107А (1650 л. с.) с воздушными винтами ВИШ-107ТЛ5. Пятнадцать бензобаков вмещали максимально 1844 литров топлива. Смещение крыла нового профиля в среднее положение и увеличение фюзеляжа (на 1 м в длину и на 300 мм в ширину) позволили разместить в бомбоотсеке ФАБ-1000М43 (с подрезанным стабилизатором). Были изменены шасси и оборудование машины. Вооружение включало два крупнокалиберных пулемета УБ; один был зафиксирован неподвижно в носовой части, второй располагался в хвостовом обтекателе и управлялся дистанционно из кабины штурмана. Максимальная бомбовая нагрузка машины возросла до 3000 кг (а нормальная упала до 500 кг…). Самолёт развивал скорость 656 км/ч на высоте 5650 метров и оказался более простым в пилотировании. Серийно не строился, изготовлено два опытных экземпляра.
- Пе-2М — бомбардировщик, построенный по наработкам, полученным в ходе работ по Пе-2И. Нормальная бомбовая нагрузка — 1000 кг (увеличенный грузовой отсек вмещал стандартную ФАБ-1000 без обрезания стабилизатора). Оборонительное вооружение — две установки с электромеханическим приводом и пушками УБ-20. Экипаж — три человека. Построено 4 машины.
- ДБ-108 — бомбардировщик с моторами ВК-108. Летом 1944 года, продолжая модернизировать Пе-2И, В. М. Мясищев начал разработку скоростного бомбардировщика в трех вариантах под общим обозначением ДБ-108. Первый вариант, ВМ-16, представлял собой двухместный бомбардировщик для атак с горизонтального полета. В хвостовой части размещалась пушечная установка с дистанционным управлением в кабине штурмана. На высоте 6000 м развивал скорость 700 км/ч. ВМ-17 — трехместный пикирующий бомбардировщик с тормозными решетками под крылом. Схема оборонительного вооружения аналогична Пе-2М: экранированная турель с 20-мм пушкой в кабине штурмана, 12,7-мм пулемет БС и 20-мм пушка в верхней и люковой установках в кабине стрелка-радиста. Развивал скорость 670 км/ч на высоте 6000 м. В бомбоотсеках ВМ-16 и ВМ-17 могли подвешиваться 1000-кг и 2000-кг бомбы. ВМ-18 — четырёхместный вариант ДБ-108. Фюзеляж удлинен на 1,5 м, в носовой части запроектирована кабина штурмана (по образу Ту-2Д). Максимальная нагрузка — 4000 кг бомб. Расчетная скорость — 660 км/ч на высоте 5800 м. Под крыльями ВМ-16 и ВМ-17 устанавливались стартовые твердотопливные ракетные ускорители. При использовании самолётов в качестве дальних истребителей сопровождения в бомбоотсеках всех трех вариантов подвешивалась унифицированная батарея из 37-мм или 45-мм пушек. Программа летных испытаний не была завершена, поскольку серийное производство ДБ-108 не планировалось в связи с окончанием войны.
- Пе-27 — вариант бомбардировщика сентября 1944 года с двигателями ВК-107A, бомбовой нагрузкой до 2000 кг и вооружением из трех 20-мм пушек ШВАК.
- Пе-2 «Параван» — вариант Пе-2 предназначенный для срезания тросов аэростатов заграждения, которые немцы активно использовали в ПВО. Испытания Пе-2 «Параван» проходил в НИИ ВВС в середине 1944 года. Результаты испытаний сочли неудовлетворительными, после чего дальнейшие работы по «Паравану» были прекращены.

### Пе-3
- Пе-3 — двухместный истребитель-перехватчик, выпускался в 1941 году для ПВО Москвы параллельно с производством Пе-2. Вооружение: два пулемета ШКАС и два БК Тормозные решетки сняты. Увеличен запас топлива. До конца года было построено около 200 самолётов. После завершения операции по обороне Москвы большая часть Пе-3 была передана морякам. Некоторое количество самолётов использовались в качестве ночных перехватчиков под Сталинградом.
- Пе-Збис — улучшенный двухместный истребитель-перехватчик. Вооружение: один пулемет ШКАС, три УБ и одна пушка ШВАК, восемь снарядов PC под крылом (для пуска 4-х в переднюю полусферу и 4-х в заднюю полусферу), 300 кг бомб. Устанавливались предкрылки, фотооборудование. Тормозные решетки снимались. Развивал скорость 530 км/ч на высоте 5000 м. Дальность полета составила 2000 км. Достаточно высокая скорость и мощное вооружение позволяли использовать Пе-3бис в качестве многоцелевого ударного самолёта по наземным и морским целям, для разведки, сопровождения и др. задач. После завершения обороны Москвы передавались морякам. Всего было построено 360 машин Пе-3 и Пе-3бис мелкими партиями — уже в 1943 году оставался только один авиационный полк, вооружённый этими самолётами — 950-й ИАП СФ.
- Пе-3M — двухместный истребитель 1943 года с двигателями ВК-105ПФ и вооружением, состоявшим из двух 20-мм пушек ШВАК, трех пулеметов калибра 12,7 мм и бомбовой нагрузки весом до 700 кг.
- Пе-ЗР — фоторазведчик. Самолёты оснащались двумя фотоаппаратами для перспективной плановой аэрофотосъемки, иногда устанавливалось оборудование для ночной съемки. Для повышения радиуса действия подвешивались два дополнительных топливных бака.
- Пе-6Б — основной серийный бомбардировщик с 1944 года, с улучшениями в конструкции и системах, вооружение состояло из трех пулеметов калибра 12,7 мм и одного пулемета калибра 7,62 мм.

## Тактико-технические характеристики

Схема варианта Пе-2 с радиальными двигателями М-82.

Приведённые ниже характеристики соответствуют Пе-2 зав. № 390101:
Источник данных: Медведь А. Н., Хазанов Д. Б. Пикирующий бомбардировщик Пе-2.

Технические характеристики
- Экипаж: 3 человека (пилот, штурман, стрелок-радист)
- Длина: 12,66 м
- Размах крыла: 17,13 м
- Высота: 3,925 м
- Площадь крыла: 40,5 м²
- Коэффициент удлинения крыла: 7,25
- Средняя аэродинамическая хорда: 2,65 м
- База шасси: 6,63 м
- Колея шасси: 4,72 м
- Масса пустого: 5 840 кг
- Нормальная взлётная масса: 7 550 кг
- Максимальная взлётная масса: 8 500 кг
- Объём топливных баков 1 484 л
- Силовая установка: 2 × жидкостные М-105
- Мощность двигателей: 2 × 1100 л. с. (2 × 809 кВт)
- Воздушный винт: трёхлопастные ВИШ-61Б

Лётные характеристики
- Максимальная скорость:  
  - на высоте: 540 км/ч на 5100 м
  - у земли: 452 км/ч
- Практическая дальность: 1200 км
- Практический потолок: 8700 м
- Скороподъёмность: 9,8 м/с (расч.)
- Время набора высоты: 5000 м за 8,5 мин
- Нагрузка на крыло: 185 кг/м²
- Тяговооружённость: 204 Вт/кг (3,6 кг/л. с.)

Вооружение
- Стрелково-пушечное:  
  - Наступательное: 2 × 7,62 мм пулемёта ШКАС в носовой части (на поздних сериях — 1 × 7,62 мм ШКАС и 1 × 12,7 мм УБ). На некоторых самолётах ранних серий устанавливались 4 направляющие для реактивных снарядов.
  - Оборонительное: 2 × 7,62 мм ШКАС у штурмана и стрелка. С середины 1942 года оборонительное вооружение включало 2 пулемёта УБ и один ШКАС. На некоторых самолётах ранних серий устанавливались 2 направляющие реактивных снарядов для стрельбы назад. Самолёты поздних серий были оборудованы установкой ДАГ-10 для сброса гранат АГ-2.
- Боевая нагрузка: до 1000 кг (600 кг в бомбоотсеке) (хотя в виде эксперимента подвешивали одну ФАБ-1000 и до четырех ФАБ-500)[12].
  - 10 × 100 кг бомб или
  - 4 × 250 кг бомб или
  - 2 × 500 кг бомб (на внешней подвеске)

Примечание: указанные характеристики соответствуют «полигонным». На практике лётные характеристики могли быть хуже в силу ряда причин:
- Некондиционные материалы применяемые при сборке (дюраль большей толщины, чем положено).
- Низкое качество сборки и покраски (сказывалось отсутствие квалифицированных рабочих кадров. К концу войны ситуация несколько улучшилась).
- Зимний камуфляж (известковая краска, наносимая в зимний период) значительно ухудшал скоростные характеристики. По этой причине во многих боевых частях не перекрашивали свои машины, предпочитая иметь относительно качественное заводское покрытие.

## Сохранившиеся экземпляры
| Тип  | Бортовой номер | Местонахождение                                             | Изображение |  |
| ---- | -------------- | ----------------------------------------------------------- | ----------- |  |
| Пе-2 |                | Музейный комплекс УГМК, Верхняя Пышма, Свердловская область |             |  |
| Пе-2 |                | Музей "Дом авиаторов", г. Всеволожск, Ленинградская область |             |  |

## В произведениях культуры и искусства
На Пе-2 летают герои повести (и снятого по ней фильма) «Хроника пикирующего бомбардировщика».

## В нумизматике и филателии

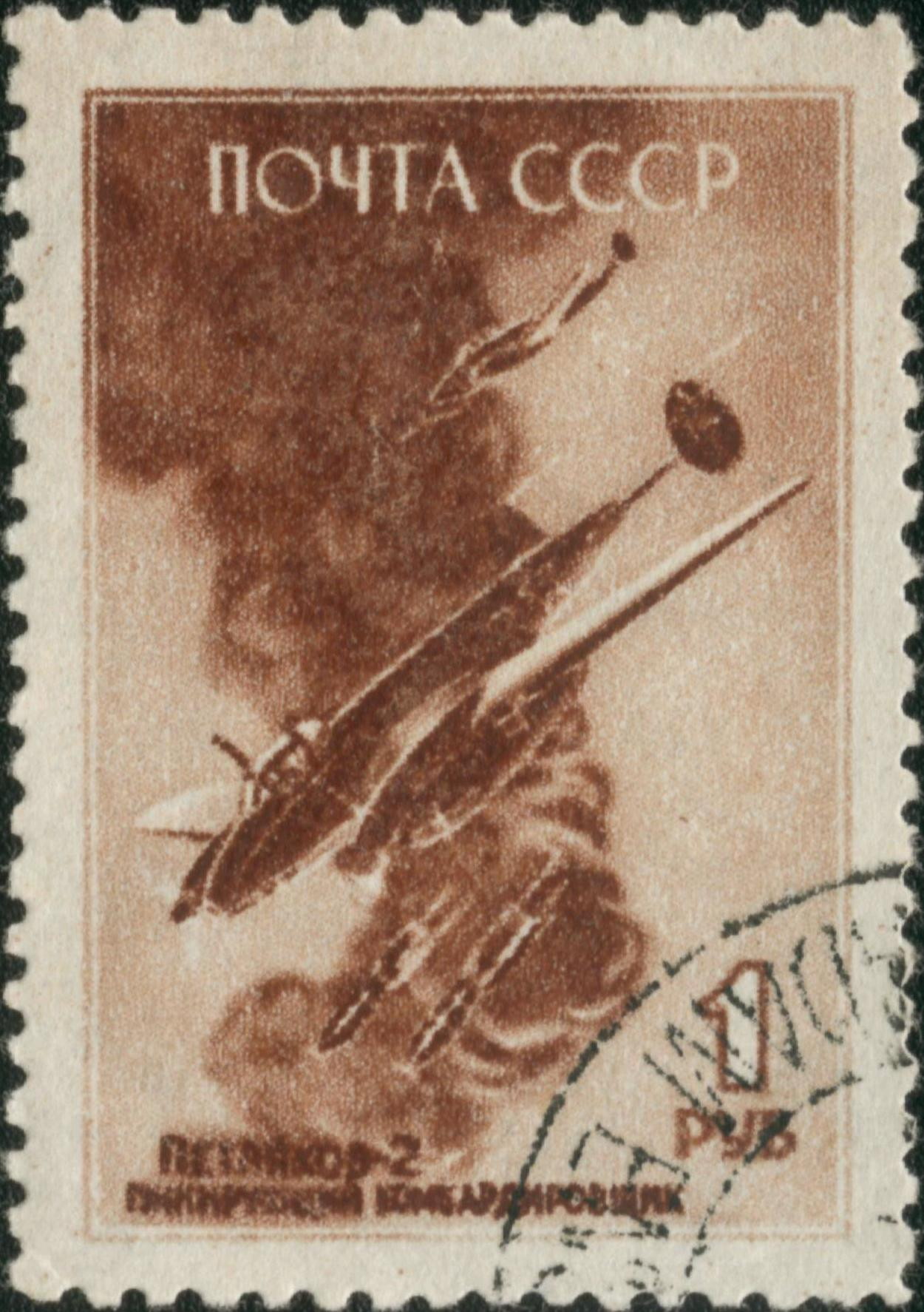
Почтовая марка СССР, 1945 год. Серия «Советские боевые самолёты в Великой Отечественной войне»
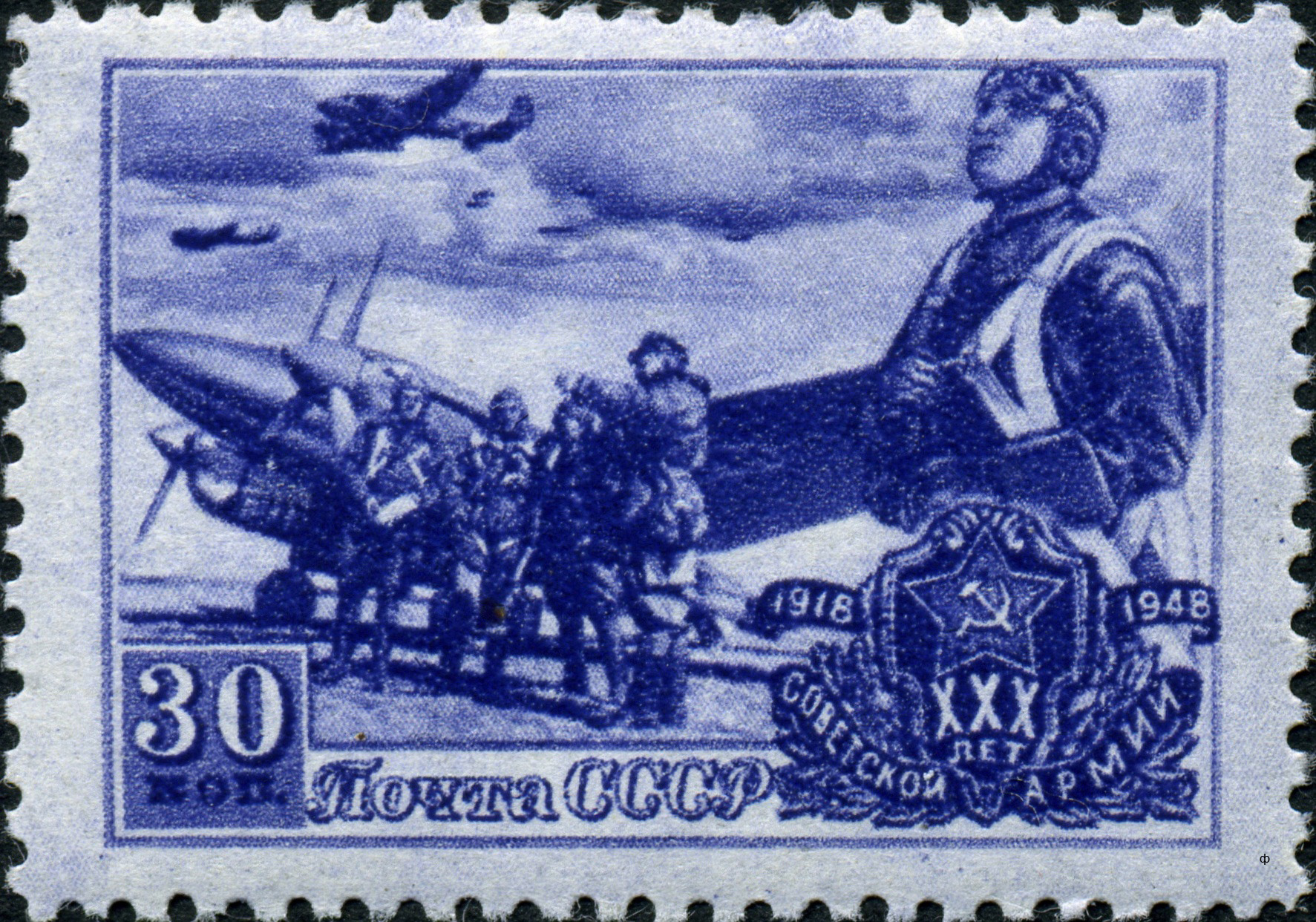
Почтовая марка СССР, 1948 года номиналом 30 копеек из юбилейного выпуска «30 лет Советской Армии». На марке изображен советский летчик у пикирующего бомбардировщика Пе-2.
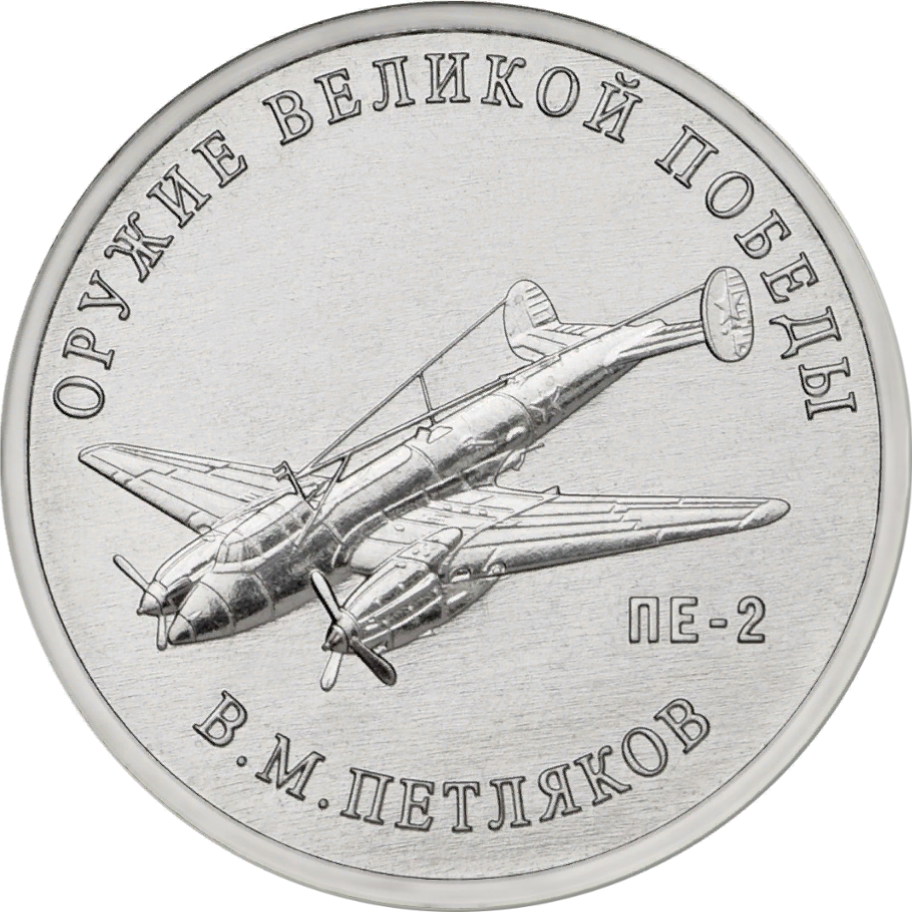
Монета Банка России серии «Оружие Великой Победы (конструкторы оружия)», 25 рублей 2019 г., В. М. Петляков, самолёт Пе-2.
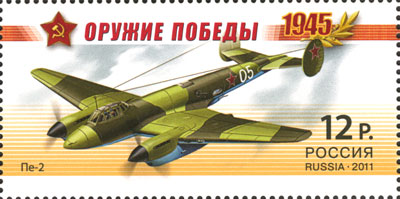
Пе-2 на почтовой марке России 2011 года из серии «Оружие Победы» (ЦФА [АО «Марка»] № 1479)
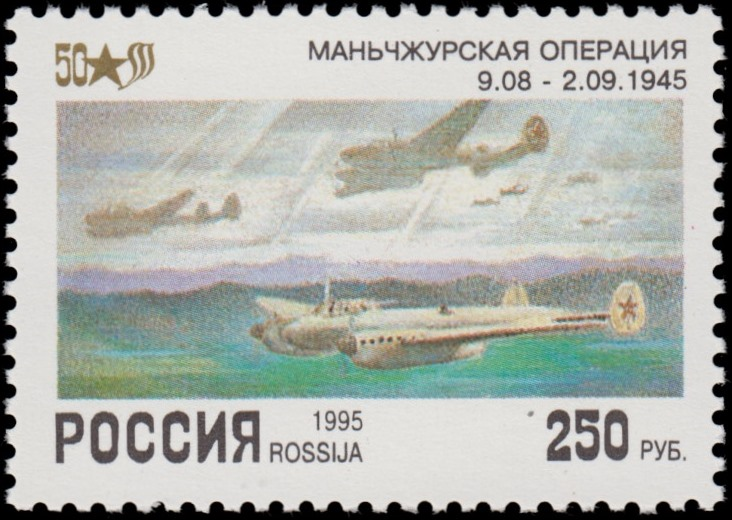
Почтовая марка 1995 год, посвящённая 50-летию Победы. Маньчжурская операция. Изображён Самолёт Пе-2